# Ella Fitzgerald

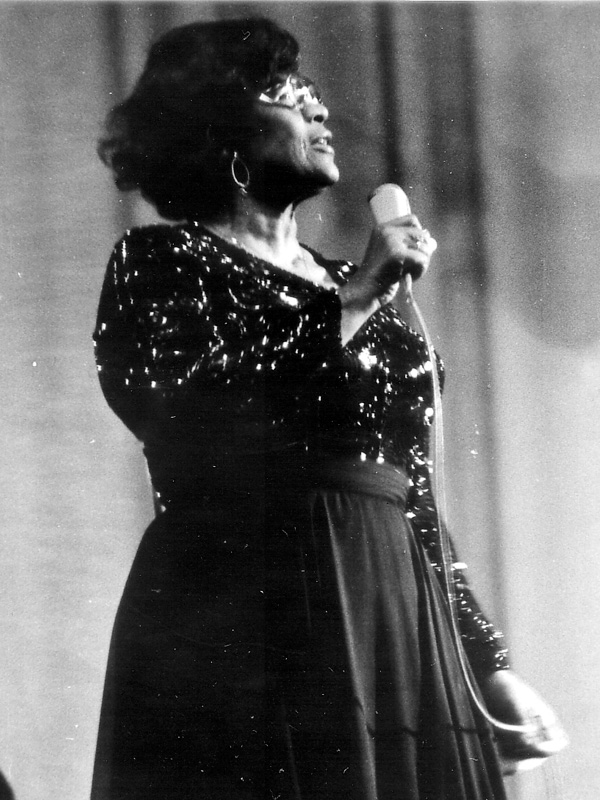
Ella Fitzgerald under en konsert i Köln 1975.

Ella Jane Fitzgerald, född 25 april 1917 i Newport News, Virginia, död 15 juni 1996 i Beverly Hills, Los Angeles, Kalifornien, var en amerikansk jazzsångerska. Hon gick under hedersbenämningen The First Lady of Jazz. Fitzgerald var en av USA:s absolut största sångerskor under 1900-talet inom jazz och populärmusik.

## Biografi
När hon var 15 år avled hennes mor, vilket försvårade hennes familjevillkor. Hon började skolka, var tidvis hemlös och fick lov att försörja sig på egen hand. Det skedde bland annat som gatusångare, som hjälpreda i samband med olaglig spelverksamhet och som spanare utanför en (olaglig) bordell i Harlem.
Ella Fitzgerald började 1935 sin karriär som sångerska i Chick Webbs orkester vid 18 års ålder. Efter Webbs död 1939 ledde hon orkestern fram till 1942, då hon blev soloartist. Från 1946 spelade Fitzgerald ofta in med Jazz at the Philharmonic.
Under sin aktiva period hann hon med att spela in mer än 200 album, som bland många andra innehöll sånger av de stora kompositörerna Richard Rodgers, Lorenz Hart, George Gershwin och Cole Porter. Fitzgerald erövrade 13 Grammys under sin karriär och hon vann bästa kvinnliga vokalist tre år i följd. Detta skedde trots att hennes första album släpptes nio år innan den första Grammyn delades ut.
Hon levde sina sista år i avskildhet på grund av sjukdom. Hon hade bland annat hjärtbesvär och tvingades som följd av diabetes att amputera benen.
1987 hade France Gall en stor hit med låten "Ella, elle l'a" som är en hyllning till Ella Fitzgerald.

## Utmärkelser
Asteroiden 3665 Fitzgerald är uppkallad efter henne.

## Diskografi

### Originalalbum
- 1950 – Ella Sings Gershwin
- 1954 – Songs in a Mellow Mood med Ellis Larkins
- 1955 – Lullabies of Birdland
- 1955 – Sweet and Hot
- 1956 – Ella Fitzgerald Sings the Cole Porter Songbook
- 1956 – Ella and Louis med Louis Armstrong
- 1956 – Ella Fitzgerald Sings the Rodgers & Hart Songbook
- 1957 – Ella and Louis Again med Louis Armstrong
- 1957 – Ella Fitzgerald Sings the Duke Ellington Songbook med Duke Ellington
- 1957 – Like Someone in Love
- 1957 – Porgy and Bess med Louis Armstrong
- 1957 – Ella Fitzgerald & Billie Holiday at Newport (live)
- 1958 – Ella at the Opera House (live)
- 1958 – Ella Swings Lightly
- 1958 – Ella Fitzgerald Sings the Irving Berlin Songbook
- 1959 – Get Happy!
- 1959 – Ella Fitzgerald Sings Sweet Songs for Swingers
- 1959 – Ella Fitzgerald Sings the George and Ira Gershwin Songbook
- 1960 – Ella in Berlin: Mack the Knife (live)
- 1960 – Ella Wishes You a Swinging Christmas
- 1960 – Hello Love
- 1960 – Ella Fitzgerald Sings Songs from "Let No Man Write My Epitaph" (cd-versionen från 1990 heter The Intimate Ella)
- 1961 – Ella Fitzgerald Sings the Harold Arlen Songbook
- 1961 – Ella in Hollywood (live)
- 1961 – Clap Hands, Here Comes Charlie!
- 1962 – Rhythm Is My Business
- 1962 – Ella Swings Brightly with Nelson med Nelson Riddle
- 1962 – Ella Swings Gently with Nelson med Nelson Riddle
- 1963 – Ella Sings Broadway
- 1963 – Ella Fitzgerald Sings the Jerome Kern Songbook
- 1963 – Ella and Basie! med Count Basie
- 1963 – These Are the Blues
- 1964 – Hello, Dolly!
- 1964 – Ella Fitzgerald Sings the Johnny Mercer Songbook
- 1964 – Ella at Juan-Les-Pins (live)
- 1965 – Ella in Hamburg (live)
- 1965 – Ella at Duke's Place med Duke Ellington
- 1966 – Whisper Not
- 1966 – Ella and Duke at the Cote D'Azur med Duke Ellington (live)
- 1967 – Brighten the Corner
- 1967 – Ella Fitzgerald's Christmas
- 1968 – 30 by Ella
- 1968 – Misty Blue
- 1969 – Sunshine of your Love (live)
- 1969 – Ella
- 1970 – Things Ain't What They Used to Be (And You Better Believe It)
- 1971 – Ella à Nice (live)
- 1972 – Ella Loves Cole (1978 återutgivet som Dream Dancing)
- 1972 – Jazz at Santa Monica Civic '72 (live)
- 1973 – Newport Jazz Festival: Live at Carnegie Hall (live)
- 1974 – Take Love Easy med Joe Pass
- 1974 – Ella in London (live)
- 1975 – Montreux '75 (live)
- 1976 – Ella and Oscar med Oscar Peterson
- 1976 – Fitzgerald and Pass... Again med Joe Pass
- 1977 – Montreux '77 (live)
- 1978 – Lady Time
- 1979 – Fine and Mellow (inspelad 1974)
- 1979 – A Classy Pair med Count Basie
- 1980 – A Perfect Match med Count Basie (live)
- 1980 – Digital III at Montreux (live)
- 1981 – Ella Abraça Jobim
- 1982 – The Best Is Yet to Come
- 1983 – Speak Love med Joe Pass
- 1983 – Nice Work If You Can Get It med André Previn
- 1984 – The Stockholm Concert, 1966 med Duke Ellington (live, inspelad 1966)
- 1986 – Easy Living med Joe Pass
- 1988 – Ella in Rome: The Birthday Concert (live, inspelad 1958)
- 1990 – All That Jazz
- 1990 – The Greatest Jazz Concert in the World med Duke Ellington (live, inspelad 1967)
- 1991 – Ella Returns to Berlin (live, inspelad 1961)
- 1999 – Ella in Budapest, Hungary (live, inspelad 1970)
- 2001 – Sophisticated Lady med Joe Pass (live, inspelad 1975 och 1983)
- 2007 – Ella Fitzgerald live at Mister Kelly's (live, inspelad 1958)
- 2009 – Twelve Nights in Hollywood (live, inspelad 1961)
- 2011 – Ella in Japan: 'S Wonderful (live, inspelad 1964)